# Mpv (médialejátszó)
Az mpv egy nyílt forráskódú multimédia-lejátszó program, amely az MPlayer és MPlayer2-őn alapul.

## Története
Az mpv-t 2012-ben forkolták az mplayer2-ből (amit pedig 2010-ben forkoltak az MPlayer-ből). A fork (7elágaztatás) fő indoka az elavult, főként régi rendszerekhez használt kódok eldobása, jobb karbantartás, aktívabb fejlesztői közösség létrehozása. Az eredmény pedig az lett, hogy nagyon sok fejlesztő csatlakozott a projekthez.
2015 júniusától a kódot GPLv2-ről elkezdték licencelni LGPLv2-vel is, így a programkönyvtár még több szoftverben lett felhasználható.

## Lásd még
- FFmpeg(wd)
- SMPlayer
- SVP